# Riodocea pulcherrima
Riodocea pulcherrima là một loài thực vật có hoa trong họ Thiến thảo. Loài này được Delprete miêu tả khoa học đầu tiên năm 1999.